# Saint-Nizier-sous-Charlieu
Saint-Nizier-sous-Charlieu is een gemeente in het Franse departement Loire (regio Auvergne-Rhône-Alpes). De plaats maakt deel uit van het arrondissement Roanne. Saint-Nizier-sous-Charlieu telde op 1 januari 2022 1.689 inwoners.

## Geografie
De oppervlakte van Saint-Nizier-sous-Charlieu bedroeg op 1 januari 2022 12,83 vierkante kilometer; de bevolkingsdichtheid was toen 131,6 inwoners per km². De gemeente grenst in het westen aan de Loire.

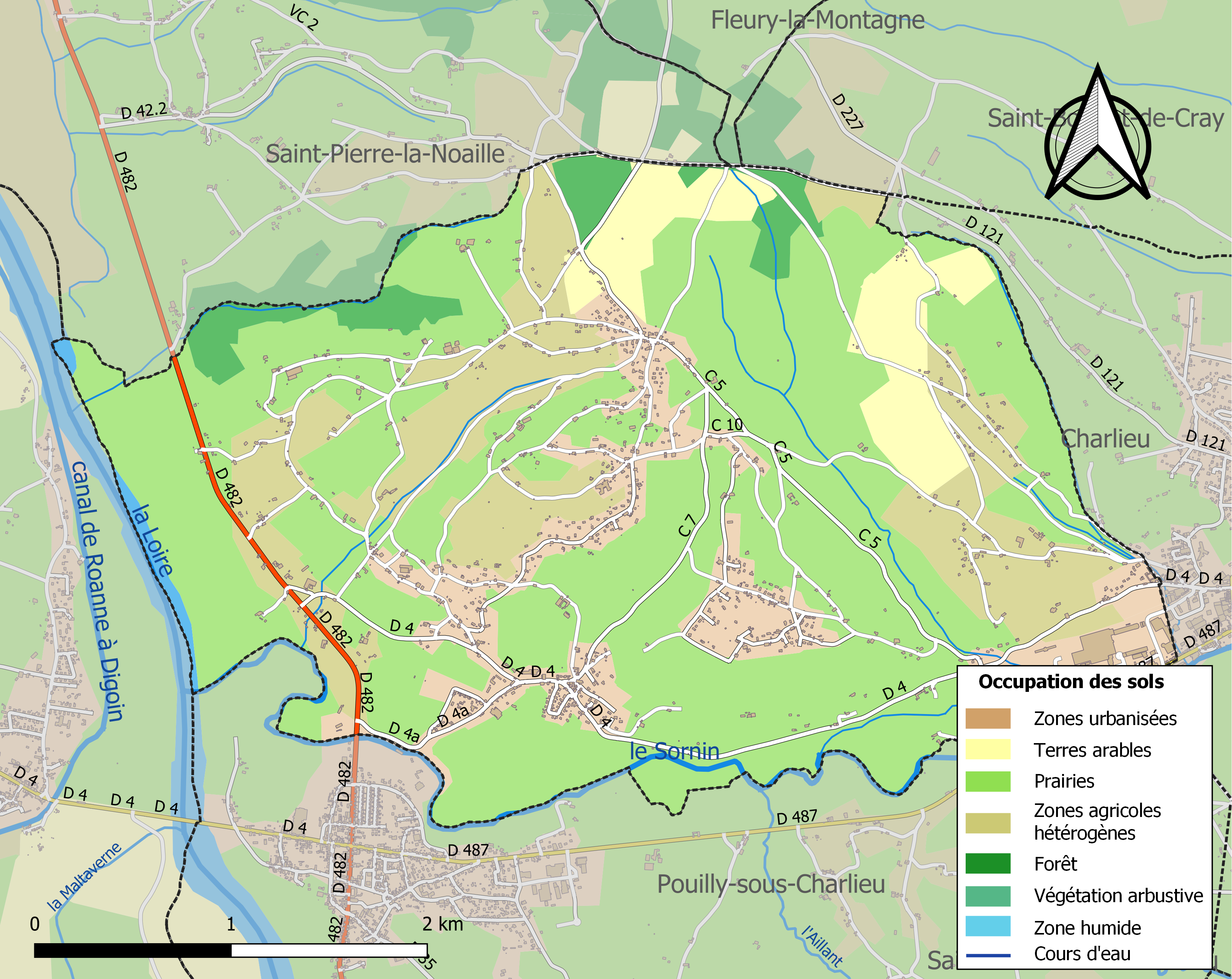
Kaart van de gemeente met de belangrijkste infrastructuur, bodemgebruik en omliggende gemeenten

## Demografie
Onderstaande figuur toont het verloop van het inwonertal (bron: INSEE-tellingen).

## Cordeliers
In de tweede helft van de dertiende eeuw stichtten franciscanen (in Frankrijk cordeliers genoemd) hier een klooster. Door giften werd het klooster vanaf het einde van de veertiende eeuw erg welvarend. Rijke schenkers werden in de kloosterkerk begraven en hun wapenschilden werden op de kerk geschilderd.